# Premierzy Tasmanii

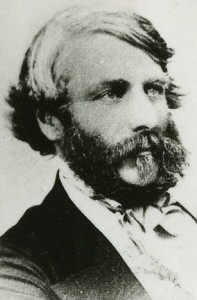
Pierwszy premier Tasmanii, William Champ

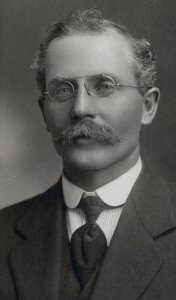
Najdłużej urzędujący premier, Robert Cosgrove

Premier Tasmanii – faktycznie najważniejszy urzędnik władzy wykonawczej w australijskim stanie Tasmania. Mianowanie Premiera stanowi osobistą prerogatywę Gubernatora, jednak zwyczajowo zostaje nim przywódca partii lub koalicji posiadającej większość w izbie niższej parlamentu stanowego. Następnie gubernator powołuje na wniosek premiera członków stanowego gabinetu.
Urząd ten powstał w 1856, gdy Tasmania uzyskała autonomię w ramach imperium brytyjskiego. Od powstania Związku Australijskiego w 1901, premier Tasmanii jest jednym z sześciu szefów rządów stanowych.

## Lista premierów

### Premierzy kolonii brytyjskiej
| okres urzędowania | imię i nazwisko  |
| ----------------- | ---------------- |
| 1856 – 1857       | William Champ    |
| 1857              | Thomas Gregson   |
| 1857              | William Weston   |
| 1857 – 1860       | Francis Smith    |
| 1860 – 1861       | William Weston   |
| 1861 -1863        | Thomas Chapman   |
| 1863 – 1866       | Richard Dry      |
| 1869 – 1872       | James Wilson     |
| 1872 – 1873       | Frederick Innes  |
| 1873 – 1876       | Alfred Kennerley |
| 1876 – 1877       | Thomas Reibey    |
| 1877 – 1878       | Philip Fysh      |
| 1878              | William Giblin   |
| 1878 – 1879       | William Crowther |
| 1879 – 1884       | William Giblin   |
| 1884 – 1886       | Adye Douglas     |
| 1886 – 1887       | James Agnew      |
| 1887 – 1892       | Philip Fysh      |
| 1892 – 1894       | Henry Dobson     |
| 1894 – 1899       | Edward Braddon   |
| 1899 – 1900       | Elliot Lewis     |

### Premierzy stanu Australii
| okres urzędowania | imię i nazwisko   |
| ----------------- | ----------------- |
| 1901 – 1903       | Elliot Lewis      |
| 1903 – 1904       | William Propsting |
| 1904 – 1909       | John Evans        |
| 1909              | Elliot Lewis      |
| 1909              | John Earle        |
| 1909 – 1912       | Elliot Lewis      |
| 1912 – 1914       | Albert Solomon    |
| 1913 – 1916       | John Earle        |
| 1916 – 1922       | Walter Lee        |
| 1922 -1923        | John Hayes        |
| 1923              | Walter Lee        |
| 1923 -1928        | Joseph Lyons      |
| 1928 – 1934       | John McPhee       |
| 1934 – 1939       | Albert Ogilvie    |
| 1939              | Edmund Dwyer-Gray |
| 1939 – 1947       | Robert Cosgrove   |
| 1947 – 1948       | Edward Brooker    |
| 1948 – 1958       | Robert Cosgrove   |
| 1958 – 1969       | Eric Reece        |
| 1969 – 1972       | Angus Bethune     |
| 1972 – 1975       | Eric Reece        |
| 1975 – 1977       | Bill Neilson      |
| 1977 – 1981       | Doug Lowe         |
| 1981 – 1982       | Harry Holgate     |
| 1982 – 1989       | Robin Gray        |
| 1982 – 1992       | Michael Field     |
| 1992 – 1996       | Ray Groom         |
| 1996 – 1992       | Tony Rundle       |
| 1998 – 2004       | Jim Bacon         |
| 2004 – 2008       | Paul Lennon       |
| 2008 – 2011       | David Bartlett    |
| 2011 – 2014       | Lara Giddings     |
| od 2014           | Will Hodgman      |